# Tom Oberheim
Thomas Elroy Oberheim connu sous le nom  de Tom Oberheim (né à Manhattan (Kansas) le 7 juillet 1936) est l'inventeur du premier synthétiseur polyphonique.
Il a fondé trois sociétés d'électronique et audio, qui sont Oberheim, Marion Systems et Seasound. Il a participé au développement du standard MIDI (Musical Instrument Digital Interface) en collaborant avec Dave Smith.
En 1974, il introduit le boitier SEM qui était un expandeur à deux voix, puis par la suite quatre et huit voix.
En 1987, après avoir vendu sa société Oberheim, il crée la société Marion Systems nommée ainsi d'après le prénom de sa fille. Son premier produit a été un convertisseur 12 bits/16 bits pour l'échantillonneur Akai S900.